# Meteorenzwerm

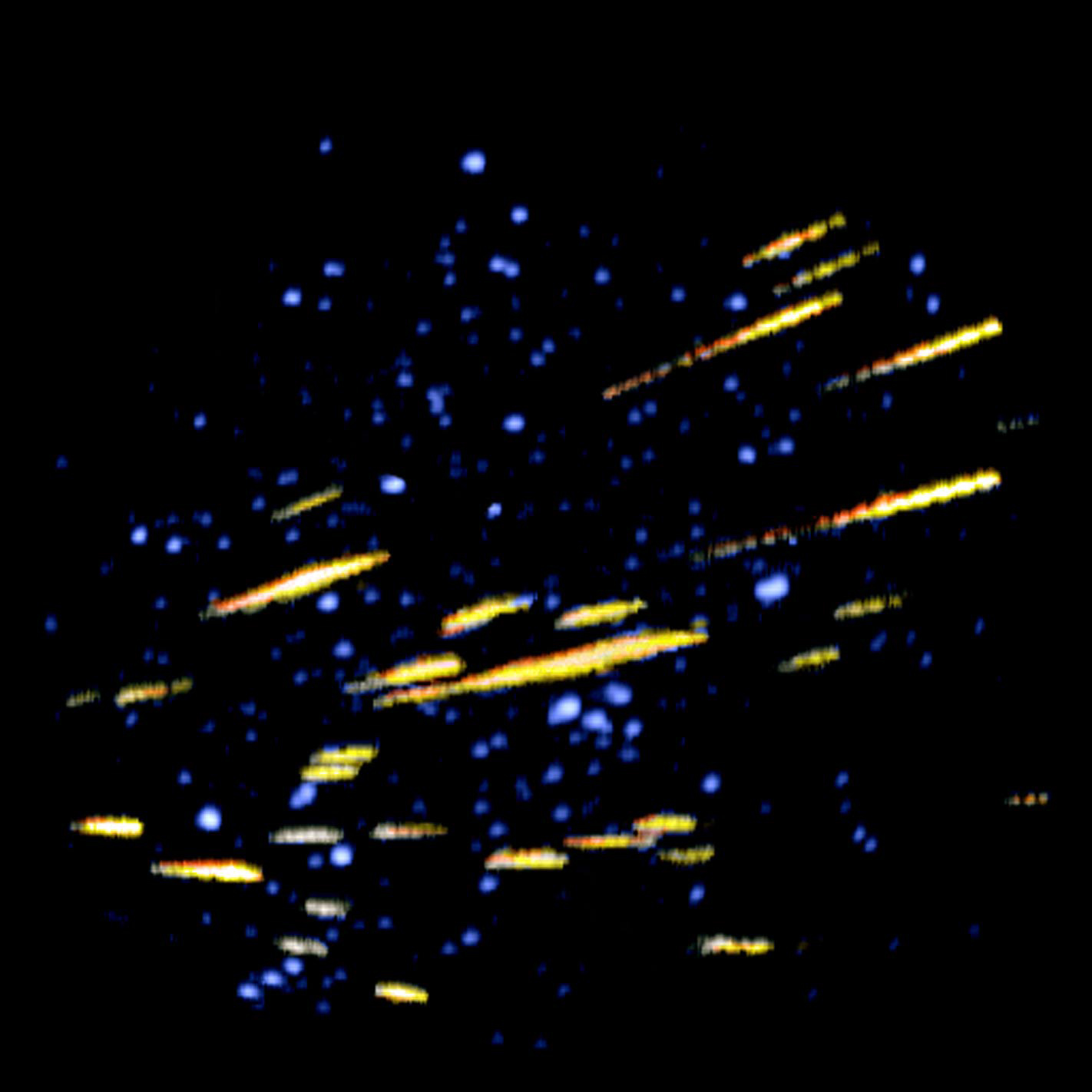
Alpha-Monocerotidenzwerm in 1995

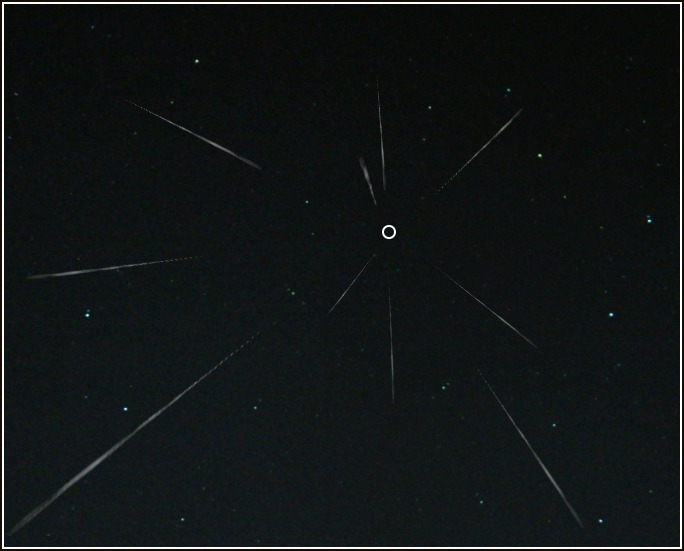
radiant

Meteorenzwermen, meteorenstormen of sterrenregens zijn zwermen van meteoroïden, vaak afkomstig van stof en gruis achtergelaten door kometen. Wanneer een komeet in de buurt van de zon komt, gaat het ijs verdampen en via geisers door de korst van de komeet breken. Het stof dat hierbij vrijkomt, kan later een meteorenzwerm veroorzaken.
Deeltjes afkomstig van eenzelfde komeet volgen alle ongeveer dezelfde baan. Wanneer de aarde de baan van zo'n zwerm stofdeeltjes kruist, wordt onze planeet getroffen door een "bombardement" van stofdeeltjes, zodat er meer meteoren dan normaal zichtbaar zijn. Op dat moment zeggen we dat een meteorenzwerm actief is. Bekende meteorenzwermen zijn onder meer de Perseïden, Leoniden, Geminiden, Draconiden en Quadrantiden.
Interessant bij een meteorenzwerm is dat alle deeltjes uit dezelfde richting komen. Door het perspectiefeffect lijkt dan alsof de trajecten van de veroorzaakte meteoren, bij achterwaartse verlenging, uit eenzelfde punt lijken te komen (net zoals de sporen van een lange, rechte spoorweg). Dit punt noemt men de radiant van de zwerm. Meteorenzwermen worden doorgaans genoemd naar het sterrenbeeld waarin hun radiant gelegen is. Omdat in de paar dagen dat een zwerm te zien is de aarde verder trekt in zijn baan verschuift de radiant enigszins. 
In de loop der tijd zullen de meteoroïden zich gelijkmatig over de hele baan verdelen, zodat de meer of mindere concentratie van de deeltjes een aanwijzing geeft omtrent de ouderdom van de zwermen (Perseïden gelijkmatig verdeeld, oude stroom, Giacobiniden ongelijkmatig, jonge stroom).

## Enkele bekende meteorenzwermen
| Naam                       | Tijd van verschijning | Radiant in sterrenbeeld  | Moederobject                |
| -------------------------- | --------------------- | ------------------------ | --------------------------- |
| Quadrantiden (of Boötiden) | 2-5 januari           | Ossenhoeder (Boötes)     | komeet 2003 EH1             |
| Virginiden                 | 25 januari - 15 april | Maagd (Virgo)            | eclipticaal                 |
| Lyriden                    | 20-24 april           | Lier (Lyra)              | komeet C/1861 G1 Thatcher   |
| Eta-Aquariden              | 1-8 mei               | Waterman (Aquarius)      | komeet van Halley           |
| Delta-Aquariden            | 24-31 juli            | Waterman (Aquarius)      |                             |
| Perseïden                  | 1-15 augustus         | Perseus                  | komeet 109P/Swift-Tuttle    |
| Draconiden                 | 7-9 oktober           | Draak (Draco)            | komeet 21P/Giacobini-Zinner |
| Orioniden                  | 21-22 oktober         | Orion                    | komeet van Halley           |
| Tauriden                   | 3-13 november         | Stier (Taurus)           |                             |
| Leoniden                   | 13-17 november        | Leeuw (Leo)              | komeet 55P/Tempel-Tuttle    |
| Andromediden               | 15 november-6 dec.    | Andromeda                | komeet van Biela            |
| Geminiden                  | 7-16 december         | Tweelingen (Gemini)      | planetoïde 3200 Phaethon    |
| Ursiden                    | 21-24 december        | Kleine Beer (Ursa Minor) | komeet Tuttle               |
| Iota Draconiden            | 26 juni-1 juli        | Draak (Draco)            |                             |
| Omicron-Draconiden         | 20-24 augustus        | Draak (Draco)            |                             |
| Zêta-Draconiden            | 21-31 augustus        | Draak (Draco)            |                             |